# 德勒湖
德勒湖，是位于蒙古国扎布汗省、戈壁阿爾泰省和科布多省交界的一个鹹水湖。面積305平方公里，是蒙古國第七大湖泊。是古代巨大湖泊的遺跡。